# Cắt đáy dương vật

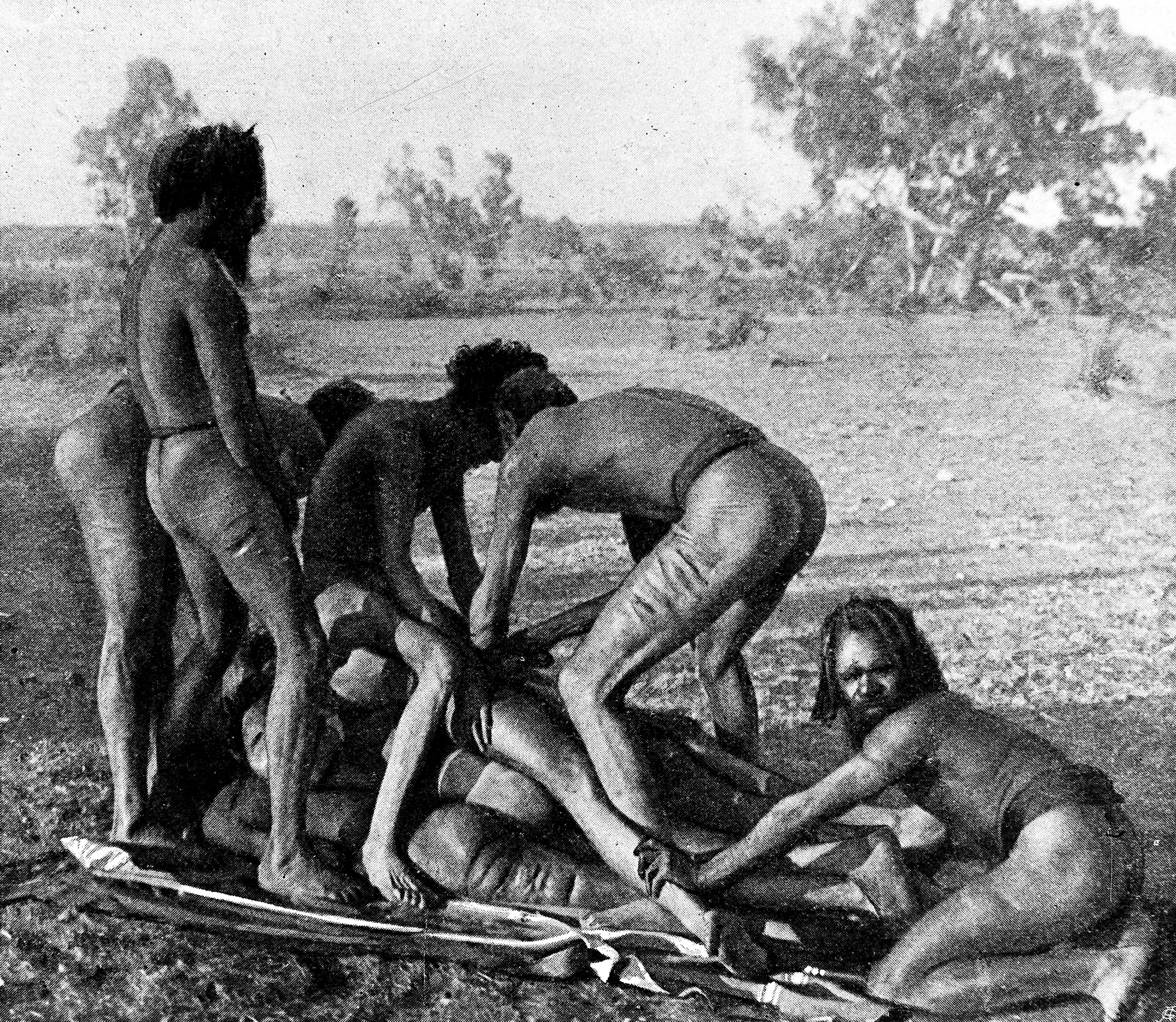
Thủ thuật cắt đáy dương vật ở bộ tộc Warrumanga, Úc

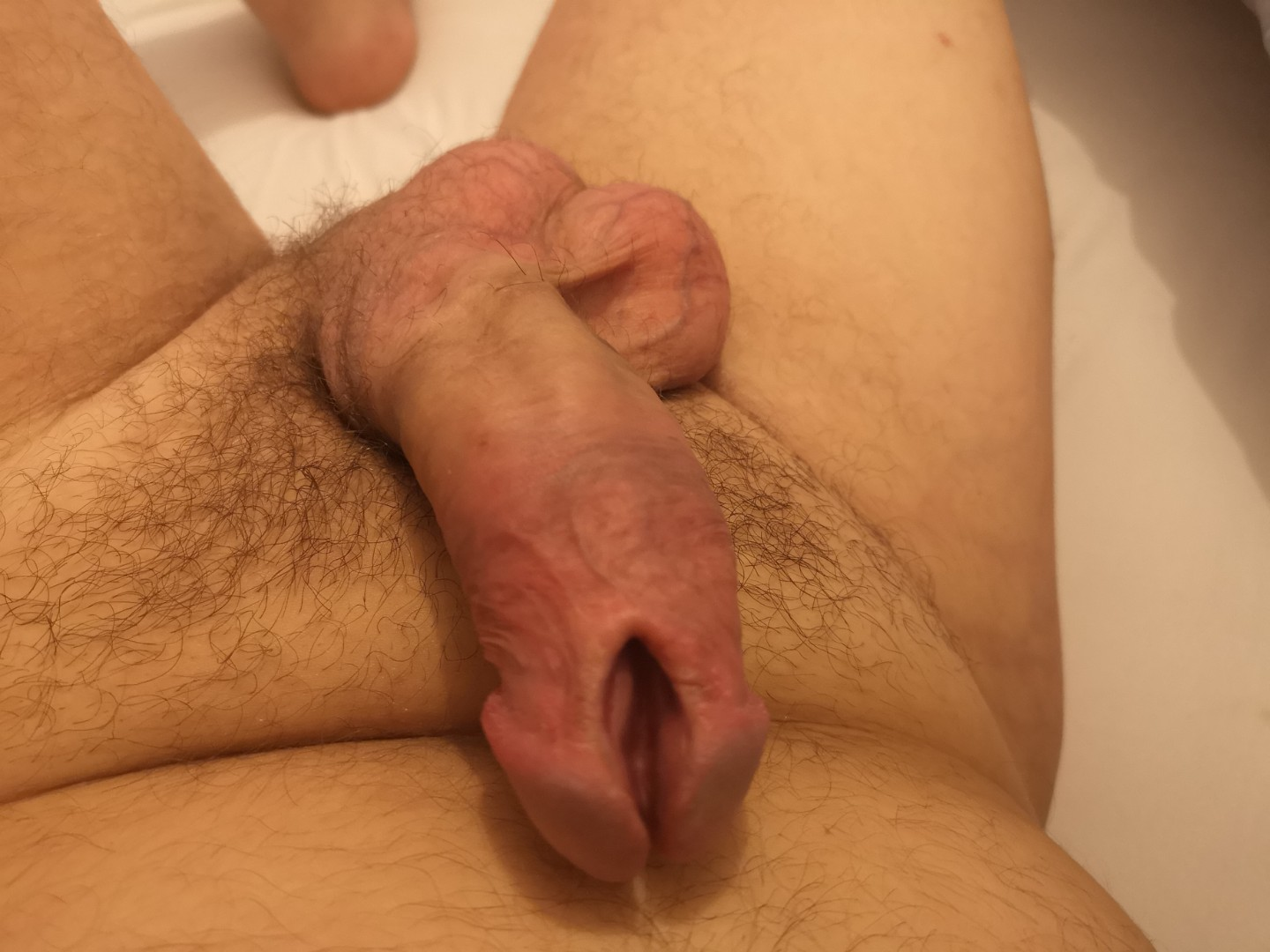

Cắt đáy dương vật là một hình thức biến đổi cơ thể (body modification) trong đó sử dụng phương pháp rạch niệu đạo. Cụ thể, mặt dưới của dương vật sẽ được rạch xuống, để lộ phần niệu đạo.
Đây là một truyền thống được thấy ở Úc, châu Phi, Nam Mỹ và một số khu vực khác. Cắt đáy dương vật ảnh hưởng đến khả năng sinh sản cũng như việc bài tiết, người sau khi đã thực hiện thủ tục này thường sẽ phải tiểu tiện ngồi.